# بحيرة شبروح
بحيرة شبروح، هي بحيرة صناعية أنشأتها الدولة اللبنانية في أعالي فاريا في جبل لبنان، وقد افتتحها الرئيس إميل لحود في العام 2007.

## الموقع
تقع وبحيرة شبروح في وادي شبروح في خراج بلدة فاريا التي تبعد عن بيروت 40 كلم، في قضاء كسروان، وهي عبارة عن بحيرة محجوزة بسدّ، يمكن من خلالها تجميع كمية من المياه تصل إلى 8 ملايين متر مكعب. 
وترتفع المنطقة التي تقع فيها البحيرة حوالي 1550 إلى 1600 متر عن سطح البحر، مما يسمح لها بتغذية القرى بالمياه عن طريق الجاذبية دون الحاجة لمضخات كهربائية.

## الاستخدام
تُستخدم غالب هذه المياه، كمياه شفه (شرب) للعديد من القرى في قضاء المتن وقضاء كسروان.

## الروافد
تتغذى بحيرة شبروح بشكل أساسي من نبع اللبن الذي يعتبر المصدر الأساس لرفد هذه البحيرة.

## مكونات المشروع
يحتوي المشروع على:
- البحيرة: سعتها 8 ملايين متر مكعب، ومساحتها 0.46 كيلومتر مربع.
- السد: بطول 470 مترا ( عند القمة) وارتفاع 63 مترا.
- محطة تكرير للمياه.